# ناتالیا بوندارچوک
ناتالیا بوندارچوک (روسی: Наталья Серге́евна Бондарчук؛ زادهٔ ۱۰ مهٔ ۱۹۵۰) هنرپیشه و کارگردان فیلم اهل شوروی و روسیه است.
از فیلم‌ها یا برنامه‌های تلویزیونی که وی در آن نقش داشته‌است می‌توان به سولاریس اشاره کرد.